# Saint-Jean-des-Mauvrets
Saint-Jean-des-Mauvrets korábbi község Franciaország Loire mente régiójában, Maine-et-Loire megyében. 2016. december 15-én Juigné-sur-Loire községgel egyesült és Les Garennes sur Loire új község része lett.
Lakosainak száma 1814 fő (2018. január 1.). Saint-Jean-des-Mauvrets Brissac-Quincé, La Daguenière, Juigné-sur-Loire, Saint-Melaine-sur-Aubance, Saint-Saturnin-sur-Loire és Vauchrétien községekkel határos.

## Népesség
A település népessége az elmúlt években az alábbi módon változott:
| Lakosok száma | 852  | 961  | 1152 | 1308 | 1450 | 1666 | 1746 | 1751 | 1810 | 1814 |
|               | 1968 | 1975 | 1982 | 1990 | 1999 | 2006 | 2011 | 2013 | 2017 | 2018 |